# Eyebroughy
Eyebroughy (o arcáicamente Ibris) es un islote localizado en el Fiordo de Forth, a 200 metros de East Lothian, cerca de Edimburgo, en Escocia. Este islote constituye una reserva de la Royal Society for the Protection of Birds, por la población de cormoranes que alberga. La roca es basáltica y data del Carbonífero.
- Datos: Q3062756
- Multimedia: Eyebroughy / Q3062756